# Salvatore De Giorgi
Salvatore De Giorgi (Vernole, Itália, 6 de setembro de 1930) é um cardeal da Igreja Católica italiano, atual arcebispo-emérito de Palermo.

## Biografia
Foi ordenado sacerdote em 28 de junho de 1953 por Francesco Minerva, Bispo de Lecce (e posterior Arcebispo da mesma diocese), tendo ficado adstrito à mesma Diocese. Em 21 de novembro de 1973 foi nomeado Bispo auxiliar de Oria, sendo consagrado como bispo-titular de Tulana pelo mesmo prelado que o ordenou sacerdote, desta vez auxiliado por Guglielmo Motolese, arcebispo de Taranto e por Alberico Semeraro, bispo de Oria. Em 29 de novembro de 1975 passou a ser o bispo-coadjutor de Oria e sucedeu como Bispo de Oria em 17 de março de 1978.
Foi nomeado Arcebispo de Foggia em 4 de abril de 1981, também recebendo a administração in persona episcopi das Dioceses de Bovino e de Troia. Em 30 de setembro de 1986, torna-se  arcebispo da recém-criada Arquidiocese de Foggia-Bovino, renunciando à Sé de Troia. Depois, tornou-se o arcebispo da Arquidiocese de Taranto em 10 de outubro de 1987, onde ficou até resignar-se do governo pastoral em 11 de maio de 1990, pois na mesma época, estava servindo como assistente eclesiástico da Ação Católica Italiana. Em 4 de abril de 1996, acabou sendo nomeado arcebispo de Palermo.
Em 18 de janeiro de 1998, foi anunciada a sua criação como cardeal pelo Papa João Paulo II, no Consistório de 21 de fevereiro, em que recebeu o barrete vermelho e o título de cardeal-presbítero de Santa Maria em Ara Coeli.
Sua renúncia ao governo pastoral da Arquidiocese de Palermo, em conformidade com o cânon 401 § 1 do Código de Direito Canônico, foi aceita pelo Papa Bento XVI em 19 de dezembro de 2006. Em 24 de abril de 2012, foi nomeado membro da Comissão de Cardeais para investigar o vazamento de documentos reservados e confidenciais na televisão, nos jornais e em outros meios de comunicação.

## Conclaves
- Conclave de 2005 - participou do conclave de 18 a 19 de abril de 2005, que elegeu Joseph Ratzinger como Papa Bento XVI.
- Conclave de 2013 - não participou da eleição de Jorge Mario Bergoglio como Papa Francisco, pois perdeu o direito ao voto em 6 de setembro de 2010.